# Kydon
Il Kydon è un traghetto appartenente alla società Hellas 1 Leasing Maritime Co. ed in servizio per la bahamense Ferries del Caribe.

## Servizio
Costruita nel 1990 in Giappone con il nome di Hermes, fu qui impiegata su una linea tra Iwanai, Muroran e Naoetsu fino al novembre del 1998, quando fu venduta all'Anek Lines. All'arrivo in Grecia la nave fu sottoposta a lavori di ristrutturazione ai cantieri Perama del Pireo, prendendo inizialmente il nome di Sof. Venizelos,in onore dell'importante uomo politico cretese Sofoklīs Venizelos, figlio di Eleutherios Venizelos. Tuttavia, il nome fu in seguito cambiato in Sophocles V. per non incorrere in confusioni con l'ammiraglia della compagnia greca, la El. Venizelos. La nave entrò in servizio per Anek nel luglio 1999 sulla rotta Trieste - Igoumenitsa - Corfù - Patrasso, sulla quale fu impiegata in pianta stabile negli anni successivi.
Nel 2005 lo scalo in Italia fu spostato a Venezia, mentre nel febbraio 2012, anche a causa della difficile situazione economica greca, il traghetto fu posto in disarmo. Pochi mesi più tardi fu noleggiato ad una compagnia sudcoreana, prendendo servizio in Estremo Oriente in estate e facendo ritorno in Grecia a fine 2013.
Rimase in disarmo fino al maggio seguente, quando venne noleggiata al consorzio sardo Go in Sardinia in sostituzione della Lato, ferma a causa di un grave problema tecnico, ed iniaziando ad operare tra Livorno, Olbia ed Arbatax.

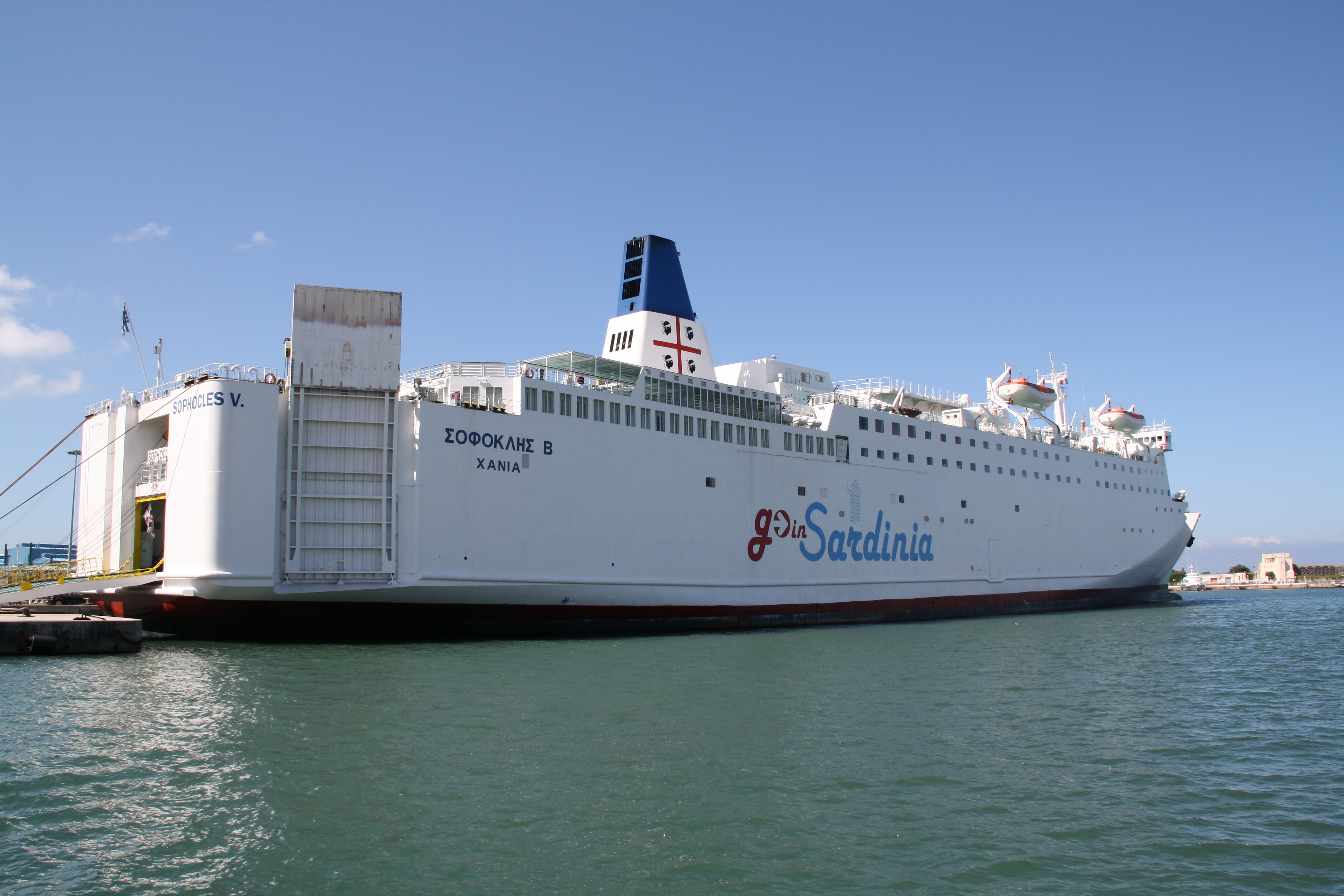
La Sophocles V. in livrea Go in Sardinia a Livorno nel 2014.

A Luglio passò ad Algérie Ferries, sempre in noleggio, venendo poi posta in disarmo in Grecia a metà settembre.
Nel frattempo, ad agosto 2014, la nave era passata alla Hellas 1 Leasing Maritime Co insieme alla gemella Lefka Ori per un totale di 21 milioni di euro. Tornò ad Anek nel luglio 2015, prendendo il nome di Kydon ed entrando in servizio nei collegamenti da e per Creta.
Nel 2017 la nave fu noleggiata alla Ferries del Caribe, che la impiegò per collegare San Juan e Santo Domingo.

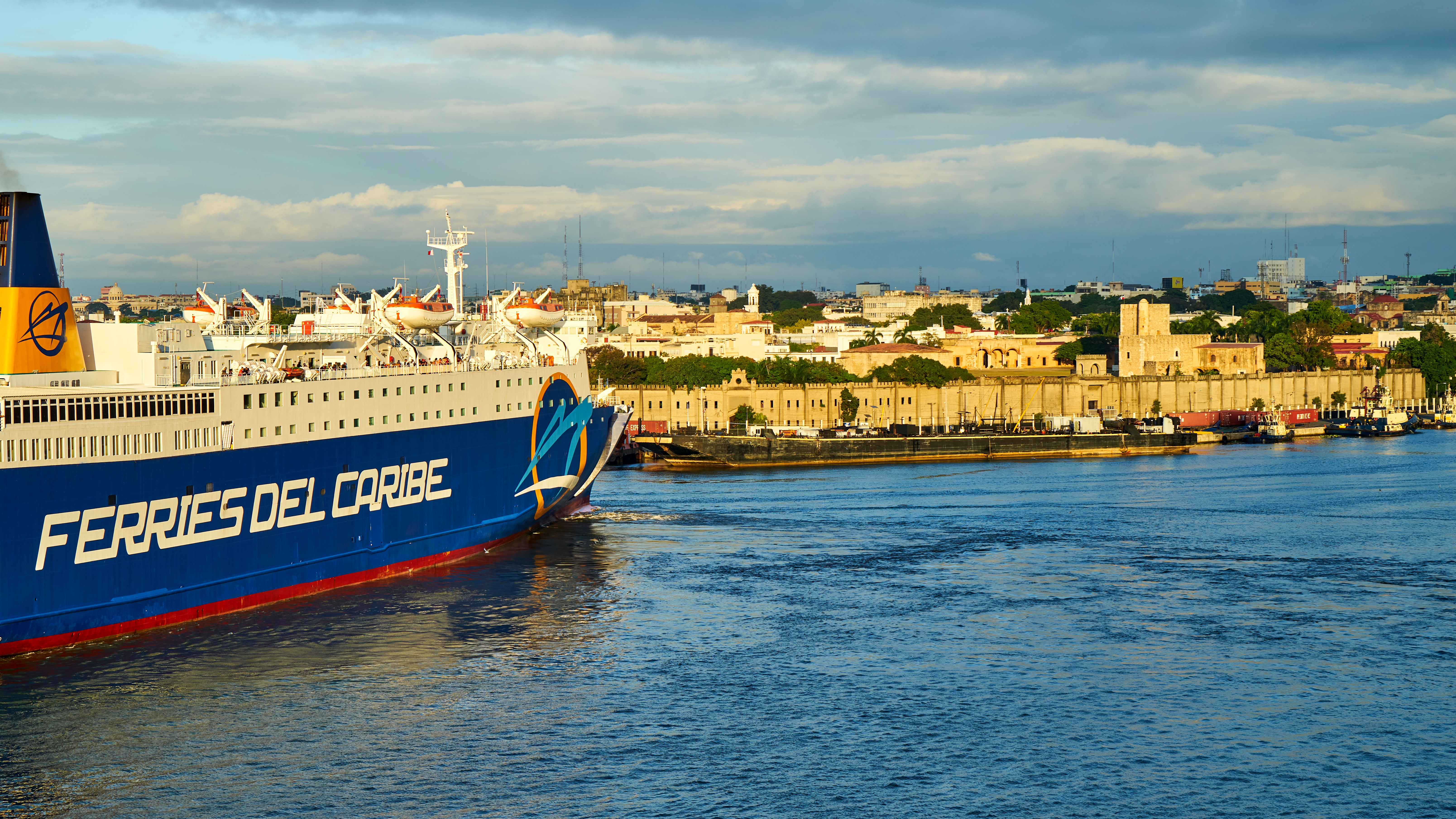
La Kydon a Santo Domingo nel 2017, in livrea di Ferries del Caribe.

Dal 2018 al 2020 torna sulle rotte per la Grecia.
Dal 2020 torna in noleggio alla Ferries Del Caribe.

## Navi gemelle
- Kissamos
- Golden Pearl III